# 日本直撃カウントダウン X JAPAN RETURNS
日本直撃カウントダウン X JAPAN RETURNS(にほんちょくげきカウントダウンエックスジャパンリターンズ)は、日本のロックバンドX JAPANが、東京ドームにおいて1993年12月30日と同年12月31日の二日間に開催したライブである。通称「RETURNS」。

## 概要
- XがX JAPANに改名してからは初めてのライブ。
- 12月30日の公演はベーシストHEATHがX JAPANのメンバーとしては初の単独ライブ。
- X JAPANが単独でライブを行うのは1992年1月の破滅に向かってから約2年ぶり。
- ヴォーカリストのTOSHIは12月30日の公演で髪を逆立てて登場したが、4曲目の「WEEK END」で銃殺され、「ART OF LIFE」で金長髪として生まれ変わるという演出がされた。
- 12月31日の公演は日本人アーティストとしては初めて大晦日のカウントダウンコンサート。

## 演奏曲

### 1日目(1993年12月30日)
セットリスト
- PROLOGUE (〜WORLD ANTHEM) (S.E.)
- Silent Jealousy
- SADISTIC DESIRE
- Standing Sex
- WEEK END
- HEATH solo
- YOSHIKI drum solo
- HIDEの部屋
- YOSHIKI piano solo
- ART OF LIFE
- CELEBRATION
- オルガスム

アンコール
- Tears
- 紅
- X
- ENDLESS RAIN
- Say Anything (S.E.)

### 2日目(1993年12月31日)
セットリスト
- PROLOGUE(〜WORLD ANTHEM) (S.E.)
- BLUE BLOOD
- SADISTIC DESIRE
- Standing Sex
- WEEK END
- HEATH solo
- YOSHIKI drum solo
- HIDEの部屋
- YOSHIKI piano solo
- ART OF LIFE
- JOKER
- オルガスム

アンコール
- Tears
- COUNT DOWN〜X
- ENDLESS RAIN
- Say Anything (S.E.)